# Carla Quevedo
Carla Quevedo (Buenos Aires, 23 de abril de 1988) es una actriz y escritora argentina. Es más conocida por su papel en la película argentina El secreto de sus ojos, en donde interpretó a Liliana Colotto.

## Carrera
Su debut como actriz se produjo en el año 2009 en la película argentina dirigida por Juan José Campanella El secreto de sus ojos, ganadora del Óscar a la mejor película extranjera. La misma está protagonizada por Ricardo Darín, Soledad Villamil, Guillermo Francella y Pablo Rago. En la película, Quevedo personificó a Liliana Colotto, la joven asesinada en la que se centra la historia.
En 2015 debutó como coprotagonista en la miniserie de HBO Show Me a Hero, interpretando a Nay Noe, esposa de Nick Wasicsko (Oscar Isaac). 
En 2019 participó en la miniserie Monzón como Alicia Muñiz, esposa del boxeador argentino.
Debutó como escritora en junio de 2019 con su primer libro de poemas titulado "Me peleé a los gritos con el mánager del spa", en el que cuenta cómo es ser actriz, instagramer, mujer en tiempos violentos y sobre todo, ser alguien sin un hogar fijo. Actualmente es propietaria de la marca de trajes de baño internacional La Belle Rebelle y reside entre Buenos Aires y Los Ángeles con su popular mascota "Ramón", al cual ama incondicionalmente.

## Filmografía

### Cine
| Año  | Título                 | Rol            | Dirección            | Notas        |
| ---- | ---------------------- | -------------- | -------------------- | ------------ |
| 2009 | El secreto de sus ojos | Liliana Coloto | Juan José Campanella |              |
| 2012 | Terminations           | Helena         | Claire Ensslin       | Cortometraje |
| 2012 | Side Effects           | Alena          | Traven Rice          | Cortometraje |
| 2012 | Abril en Nueva York    | Valeria        | Martín Piroyansky    |              |
| 2012 | Errata                 | Modelo         | Iván Vescovo         |              |
| 2013 | Affluenza              | Gail           | Kevin Asch           |              |
| 2013 | 20.000 besos           | Luciana        | Sebastián De Caro    |              |
| 2013 | Bohemia                | Bohemia        | Leo Damario          |              |
| 2014 | Cómo ganar enemigos    | Ana            | Gabriel Lichtmann    |              |
| 2015 | Pasaje de vida         | Gloria / Diana | Diego Corsini        |              |
| 2015 | Fiesta Nibiru          | XXX            | Manuel Facal         |              |
| 2016 | How to Be Single       | Camille        | Christian Ditter     |              |
| 2016 | Youth in Oregon        | Gilda          | Joel David Moore     |              |
| 2017 | Severina               | Severina       | Felipe Hirsch        |              |
| 2018 | Crímenes imposibles    | Viviana        | Hernán Findling      |              |
| 2020 | El cuaderno de Tomy    | Joy            | Carlos Sorín         |              |
| 2022 | Ecos de un crimen      | Ana            | Cristian Bernard     |              |
| 2024 | Transmitzvah           | Sandra         | Daniel Burman        |              |

### Televisión
| Año       | Título                             | Rol               | Episodio/s         |
| --------- | ---------------------------------- | ----------------- | ------------------ |
| 2013      | Farsantes                          | Valeria Del Valle | 46 Episodios       |
| 2014      | Las 13 esposas de Wilson Fernández | Carolina          | 2 Episodios        |
| 2015      | Show Me a Hero                     | Nay Noe Wasicsko  | 6 Episodios        |
| 2017      | El maestro                         | Luisa Galarza     | 12 Episodios       |
| 2017      | El hipnotizador                    | Abril             | 8 Episodios        |
| 2018      | Rizhoma Hotel                      | Macarena          | Episodio: "Tesoro" |
| 2019      | Monzón                             | Alicia Muñiz      | 4 Episodios        |
| 2020      | Manual de supervivencia            | Dolores           | 8 Episodios        |
| 2022-2023 | Iosi, el espía arrepentido         | Eli               | 16 Episodios       |
| 2022      | Robo mundial                       | Bárbara Simone    | 6 episodios        |
| 2023      | Frágiles                           | Olivia Grecco     | 8 episodios        |

### Teatro
| Año  | Título        | Rol   | Dirección            | Teatro       |
| ---- | ------------- | ----- | -------------------- | ------------ |
| 2013 | Parque Lezama | Laura | Juan José Campanella | Teatro Liceo |

## Premios y nominaciones
| Premios y nominaciones | Premios y nominaciones     | Premios y nominaciones                   | Premios y nominaciones | Premios y nominaciones | Premios y nominaciones | Premios y nominaciones |
| Año                    | Premio                     | Categoría                                | Actuación              | Personaje nominado     | Resultado              | Ref                    |
| ---------------------- | -------------------------- | ---------------------------------------- | ---------------------- | ---------------------- | ---------------------- | ---------------------- |
| 2013                   | Festival HollyShorts       | Mejor actriz protagónica en cortometraje | Side Effects           | Alena                  | Ganadora               | [ 9 ]                  |
| 2014                   | Premios Cóndor de Plata    | Mejor actriz revelación                  | Abril en Nueva York    | Valeria                | Nominada               |                        |
| 2016                   | Festival de Cine de Madrid | Mejor actriz protagónica                 | Pasaje de vida         | Gloria / Diana         | Ganadora               |                        |
| 2017                   | Premios Tato               | Mejor actriz protagónica en unitario     | El maestro             | Luisa                  | Nominada               | [ 10 ]                 |
| 2018                   | Premios Martín Fierro      | Revelación                               | El maestro             | Luisa                  | Nominada               |                        |